# كعك قليبية
كعك قليبية (نسبة إلى مدينة قليبية) او «كعك حمام الأغزاز او كعك منزل تميم» هو نوع من أنواع الحلويات التونسية يُصنع أساسا من التمر، الطحين، السمن، ماء الورد و الزعفران.

## المكوّنات
- 2 كيلوغرام من الطحين.
- نصف كيلوغرام من النّشاء
- نصف لتر من السمن أو الزّبدة المغلية.
- ماء الورد.
- 3 كيلوغرام من التمر المرحي.
- 50 غرام شوش ورد (ورد مجفف) و قرفة مرحية.
- 28 قطعة سكر.

## طريقة التحضير
يتمّ تحضير كعك قليبية على ثلاثة مراحل:

### مرحلة تخضير التّمر
نغسل التمر ثمّ نرحيه مع القليل من الورد المجفّف و القرفة، ثمّ نشكّل العجين على شكل قطعة طويلة.

### مرحلة تحضير العجين
نخلط الطحين مع النشاء، ثمّ نضيف السمن، ثمّ ماء الورد بعد إذابة السكر فيه بكمّيات قليلة و نخلط المكوّنات حتّى الحصول على عجينا متماسكا، (يتمّ عجنه جيّدا).

### مرجلة حشو العجين و الطبخ
نأخذ قطعة من العجين نحلّها بمدلك الحلويات على شكل مسطح حيث يكون سمكها حوالي ثلاث مليمترات ثمّ نضيف قطعة التمر في الوسط و نلفّ الورقة، ثمّ نلفها على شكل دائرة و نبلّ الأطراف بماء الورد لتلتصق وأخيرا نضعها في 'الطّابونة' (و هي فرن مصنوع من الطّين) أو الفرن بعد تسخينه جيّدا.